# پابلو پنا (تگزاس)
پابلو پنا (به انگلیسی: Pablo Pena) یک منطقهٔ مسکونی در ایالات متحده آمریکا است که در شهرستان استار، تگزاس واقع شده‌است. پابلو پنا ۶۳ نفر جمعیت دارد.